# Thượng cán to
Thượng cán to (danh pháp khoa học: Epipremnum giganteum) là một loài thực vật có hoa trong họ Ráy (Araceae). Loài này được (Roxb.) Schott mô tả khoa học đầu tiên năm 1857.